# Élections législatives françaises de 1885
Les élections législatives de 1885 ont eu lieu les 4 et 18 octobre 1885.

## Contexte
Le Conseil des ministres est présidé par Henri Brisson lorsque les législatives de 1885 sont organisées. Le nombre de sièges à pourvoir augmente légèrement passant de 541 députés en 1881 à 569 en 1885 en métropole. Il faut aussi rajouter 16 députés d'outre-mer.

## Mode de scrutin
Le mode de scrutin des élections législatives a été changé par le gouvernement de Jules Ferry (loi du 16 juin 1885) : un scrutin de liste majoritaire à deux tours dans le cadre du département. Le nombre de députés à élire dans les départements évolue lui aussi pour mieux prendre en compte les évolutions démographiques, avec un minimum de trois députés par département. Au premier tour, pour être élu, il faut avoir la majorité absolue et réunir un nombre de suffrages égal au quart des électeurs inscrits dans la circonscription (article 5), et au deuxième tour, il suffit de la majorité relative. Il est important de noter que les listes ne sont pas solidaires et que l'électeur peut panacher sa propre liste. Il est aussi rajouté que « les membres des familles qui ont régné sur la France sont inéligibles à la Chambre des députés ».
C'est une expérience de courte durée puisque l'on en revient au précédent système (loi du 13 février 1889) dès les élections suivantes, notamment à cause de la montée des socialistes, de la droite et du boulangisme.

## Campagne électorale
Contrairement aux précédentes élections, le gouvernement Brisson décide d'ordonner à l'administration de ne pas influencer le vote. Ce choix marque notamment l'optimisme républicain ainsi que la faiblesse du gouvernement d'expédiant. 
À l'inverse, la droite se mobilise activement dans l'Union conservatrice, les royalistes étant majoritaire face aux bonapartistes, divisés entre Napoléon-Jérôme Bonaparte et Victor Napoléon. Leur campagne est surtout axée sur la critique du bilan républicain et sur l'appel à l'union mais ne parle alors pas de ce qui faudrait à la place. Dans le même temps, le cardinal d'Alger, Charles Lavigerie, publie en août un appel à des candidatures catholiques ralliés à la République. Cet appel est ignoré par les conservateurs malgré l'appui silencieux du Vatican. Albert de Mun créé un parti catholique  qui est pour le moment invisible. Les accords de confection des listes conservatrices sont à la faveur des royalistes mais seules neuf sont uniquement royalistes et deux bonapartistes. Il est important de noter que les candidats ne se revendiquent pas tous d'une étiquette autre que conservatrice. Leur objectif est d'atteindre les 200 élus. 
Côté républicain, un manifeste commun est impossible à signer. Il y a division entre modérés et radicaux et entre gambettistes et ferrystes, sauf à Paris. Le « parti » républicain est désorganisé, sans chef, sans gouvernement et sans programme commun ou projets mobilisateurs. Pire, le Centre gauche, avec seulement une quarantaine de membres, se divise en trois, certains étant dans des listes conservatrices, d'autres opportunistes et enfin dans des listes autonomes. Le groupe est alors très critique du gouvernement opportuniste. Jules Ferry se présente dans les Vosges, avec programme catalogue de non-mesures. Il y a des listes opportunistes dans tous les départements sauf deux, trop ancrés chez les radicaux, et dans six cas, deux listes listes opportunistes se font concurrence. 
Chez les radicaux, les divergences ne changent pas entre intransigeants comme Rochefort et les plus modérés comme Clemenceau ainsi que ceux de la Gauche radicale. Les listes et les programmes sont presque toutes différentes entre les listes, même si 80 députés signe un programme commun reprenant les demandes radicales traditionnelles. Clemenceau demande la séparation des Églises et de l'État ainsi que la révision mais rejette la lutte des classes et la violence. À l'inverse, les intransigeants est plus précis, avec une volonté de république conventionnelle, les réformes radicales et le programme de Belleville. Les conflits entre radicaux sont surtout présents à Paris, avec trois listes principales et d'autres de journaux et de comités locaux. 
Les socialistes sont aussi présents mais se divisent entre possibilistes, guesdistes et blanquistes. Dans la Seine, il y a une liste possibiliste de Jules Joffrin, une liste de l'Agglomération parisienne, unissant des intransigeants, les guesdistes et les blanquistes et une liste fédérative avec cinq femmes. Dans le reste de la France, il y a environ quinze listes socialistes, une partie des socialistes entrant dans les listes radicales.    
Il est à noter que les élections à Paris sont totalement en chaos car il y a 600 sections de votes mais seulement de quoi équiper 240. Les autres sont donc équipées par des entreprises privées, les scrutateurs sont aussi pas assez nombreux et doivent être recrutés à la va-vite. Le dépouillement est alors prévu jusque 6 heure du matin du lundi pour des résultats le midi. En réalité, en raison des panachages, le dépouillement dure jusqu'à milieu de la semaine et au vendredi pour le 11e arrondissement. 
Le nombre total de candidats est proche de 2 000 dont près de 600 opportunistes, 550 conservateurs, 440 radicaux et 310 socialistes et ouvriers. Le reste étant des candidats indépendants.

## Résultats
Le scrutin de liste avec panachage empêche un résultat exact notamment en nombre de voix. Bertrand Joly utilise donc les moyennes des listes. Les résultats évoluent fortement entre contemporains et entre historiens avec des résultats entre 4,3 et 4,6 millions de voix à gauche et 3,5 millions à droite. Les pourcentages sont sur le nombre de votants faute d'informations fiables sur les non-exprimés.
| Corps électoral | Corps électoral                                | Corps électoral | Corps électoral | Corps électoral | Corps électoral |
| --------------- | ---------------------------------------------- | --------------- | --------------- | --------------- | --------------- |
| Inscrits        | Inscrits                                       | 10 414 126      | 100,00 %        |                 |                 |
| Votants         | Votants                                        | 7 989 550       | 76,71%          |                 |                 |
| Abstentions     | Abstentions                                    | 2 427 576       | 23,29           |                 |                 |
|                 |                                                |                 |                 |                 |                 |
| Résultats       |                                                |                 |                 |                 |                 |
| Listes          | Listes                                         | Votes           | %               | Sièges          | +/-             |
|                 | Union conservatrice                            | 3 112 615       | 38,95           | 2               |                 |
|                 | Républicains opportunistes                     | 2 319 858       | 29,03           | 219             | 113             |
|                 | Gauche radicale et Radicaux-socialistes        | 983 007         | 12,30           | 163             | 69              |
|                 | Listes d'union entre radicaux et opportunistes | 902 926         | 11,30           | N/A             |                 |
|                 | Royalistes                                     | 203 672         | 2,54            | 118             | 74              |
|                 | FTSF, POF, CRC et autres socialistes           | 70 782          | 0,88            | 0               | en stagnation   |
|                 | Libéraux                                       | 66 541          | 0,83            | 0               | en stagnation   |
|                 | Bonapartistes                                  | 65 009          | 0,81            | 82              | 36              |
| Total           | Total                                          | Total           | Total           | 584             | 584             |

Le premier tour est marqué par la victoire en voix des républicains mais en siège par les conservateurs (176 contre 127 républicains), il y a ballotage dans 54 départements, Oran et quatre colonies (pour 274 sièges). Si la droite semble gagner en sièges, le seul élément qui est regardé par les acteurs contemporains, elle ne bénéficie que d'un retour à la mobilisation normale de son électorat et de la division républicaine. Elle arrive au second tour sans aucune réserve de voix. Le Centre gauche est totalement décimé tandis que le camp ferryste est battu avec 41 battus dès le premier tour sur 108 sortants et seulement 18 directement réélus. Les élus réélus au premier tour sont donc d'abord des gambettistes et des nouveaux venus. Les radicaux quant à eux stagnent, les listes purement radicales faisant aussi bien qu'en 1881. Les socialistes échouent à percer avec moins de 3 % des voix dans la plupart des départements et seulement 11 % dans la Seine, où les radicaux font 41 %, les opportunistes 17 % et la droite 19,5 % avec Édouard Hervé qui obtient en son nom 92 177 voix, notamment grâce à sa réputation et sa modération. Le premier tour sème un vent de panique pour les républicains qui estiment la République en danger et pour les radicaux, il s'agit d'une réaction à la politique de Ferry. Charles Floquet est presque le seul à faire preuve de sang froid, à faire son mea culpa et à annoncer que le second tour va renverser la tendance mathématiquement. 
Les radicaux et les opportunistes s'allient donc pour le second tour difficilement. C'est Clemenceau qui se bat le plus pour l'union, notamment dans son camp. Il permet la fusion ou le retrait de nombreuses listes radicales. Les socialistes possibilistes s'accordent pour l'union tandis que les guesdistes et blanquistes choisissent la position du « ni-ni ». La pression administrative pour le second tour est massif. 
Le résultat du second tour est logique, les républicains gagnent 248 sièges contre 26 pour les conservateurs.

## Analyse
Ces élections législatives voient une poussée des conservateurs et un renforcement de l'extrême gauche (radicaux et une dizaine de socialistes). Les opportunistes parviennent toutefois à sauver sa majorité. Ceux-ci critiquent fortement le scrutin de liste, qui ne sont que des noms et non des programmes, la Chambre ne correspondrait pas à l'opinion publique. Ensuite, la Chambre est trop divisée et la question de la gouvernabilité se pose.
Ces résultats s'expliquent par plusieurs raisons, le mécontentement envers le gouvernement, la crise économique, l'expédition du Tonkin et enfin, une législature assez vide. Selon la gauche, l'immobilisme social est aussi en cause et selon la droite, l'anticléricalisme en est une autre. La droite n'est pour le moment pas capable de gagner car elle garde sous silence la question du régime, et lorsqu'elle le fait, elle est fortement rejetée par les électeurs modérés. Les radicaux ne peuvent encore progresser par leurs dénigrement et leurs injures. Enfin, la baisse des républicains s'explique surtout par la désunion et les fautes républicains : notamment budgétaire, la révision, les vexations anticléricales et le manque de gouvernement. La cause du Tonkin est surestimé par les contemporains. Jules Ferry, propose au lendemain de l'élection de temporiser et de stabiliser pour faire digérer les réformes. L'instabilité ministérielle est cependant fortement sous-estimé. 
Dans le détail, Lyon se distingue des deux autres grandes villes que sont Paris et Marseille. En effet, ces dernières votent massivement pour les candidats radicaux, tandis que Lyon se tourne vers les opportunistes. Cette différence semble s'expliquer par l'influence de la bourgeoisie lyonnaise qui préfère une république modérée. 
Les opportunistes perdent la majorité absolue. Toutefois, les groupes sont extrêmement mobiles et les doubles appartenances sont fréquentes. Nombre de députés oscillent entre les deux tendances modérée et radicale.
Lors de la vérification des pouvoirs, la Chambre annule les résultats dans cinq départements, soit 22 sièges. Les conservateurs ne gagnant que les trois sièges de Tarn-et-Garonne. De plus, une série de partielles  à lieu en raison de l'élection simultanée de même candidats dans plusieurs départements. Dans la Seine, 6 sièges sont en jeux et c'est la liste radicale qui l'emporte, permettant à Alexandre Millerand d'entrer dans la Chambre.

## IVelégislature
Durée de la législature : 10 novembre 1885 - 11 novembre 1889.
Président de la République : Jules Grévy (jusqu'au 2 décembre 1887), Sadi Carnot ensuite.
Président de la Chambre des députés : Charles Floquet (1885-1888), Jules Méline ensuite.
La législature fut notamment perturbée par l'ascension et la chute du général Boulanger, ainsi que le scandale des décorations qui entraîna la démission du président de la République.
| Gouvernement | Gouvernement         | Gouvernement                          | Dates (Durée)                                         | Président du Conseil                     | Composition initiale                   |
| ------------ | -------------------- | ------------------------------------- | ----------------------------------------------------- | ---------------------------------------- | -------------------------------------- |
| 1            | Charles de Freycinet | Gouvernement Charles de Freycinet (3) | du 7 janvier 1886 au 3 décembre 1886 (330 jours)      | Charles de Freycinet (Union des gauches) | 12 ministres 4 sous-secrétaires d'État |
| 2            | René Goblet          | Gouvernement René Goblet              | du 11 décembre 1886 au 17 mai 1887 (157 jours)        | René Goblet (Radical)                    | 11 ministres 1 sous-secrétaire d'État  |
| 3            | Maurice Rouvier      | Gouvernement Maurice Rouvier (1)      | du 30 mai 1887 au 4 décembre 1887 (188 jours)         | Maurice Rouvier (Union des gauches)      | 10 ministres                           |
| 4            | Pierre Tirard        | Gouvernement Pierre Tirard (1)        | du 11 décembre 1887 au 30 mars 1888 (110 jours)       | Pierre Tirard (Union des gauches)        | 10 ministres                           |
| 5            | Charles Floquet      | Gouvernement Charles Floquet          | du 3 avril 1888 au 14 février 1889 (317 jours)        | Charles Floquet (Radical)                | 10 ministres                           |
| 6            | Pierre Tirard        | Gouvernement Pierre Tirard (2)        | du 22 février 1889 au 13 mars 1890 (1 an et 19 jours) | Pierre Tirard (Union des gauches)        | 10 ministres                           |

## Nombre de députés par circonscription
| Nombre de députés | Département ou circonscription |
| ----------------- | --- |
| 1                 | Cochinchine, Guyane française, Inde française, Sénégal |
| 2                 | Haut-Rhin, Alger, Constantine, Oran, Guadeloupe, Martinique, La Réunion |
| 3                 | Basses-Alpes, Hautes-Alpes, Alpes-Maritimes, Lozère, Pyrénées-Orientales |
| 4                 | Aube, Cantal, Corse, Creuse, Doubs, Eure-et-Loir, Gers, Loir-et-Cher, Lot, Haute-Marne, Hautes-Pyrénées, Savoie, Haute-Savoie, Tarn-et-Garonne, Var, Vaucluse                                                 |
| 5                 | Ardennes, Ariège, Aude, Cher, Corrèze, Drôme, Indre, Indre-et-Loire, Jura, Landes, Haute-Loire, Lot-et-Garonne, Mayenne, Meuse, Nièvre, Haute-Saône, Seine-et-Marne, Deux-Sèvres, Vienne, Haute-Vienne, Yonne |
| 6                 | Ain, Allier, Ardèche, Aveyron, Charente, Côte d'Or, Eure, Gard, Loiret, Marne, Meurthe-et-Moselle, Oise, Orne, Basses-Pyrénées, Tarn, Vosges                                                                  |
| 7                 | Calvados, Charente-Inférieure, Haute-Garonne, Hérault, Sarthe, Vendée |
| 8                 | Aisne, Bouches-du-Rhône, Dordogne, Maine-et-Loire, Manche, Morbihan, Somme |
| 9                 | Côtes-du-Nord, Ille-et-Vilaine, Isère, Loire, Loire-Inférieure, Puy-de-Dôme, Saône-et-Loire, Seine-et-Oise |
| 10                | Finistère |
| 11                | Gironde, Rhône |
| 12                | Pas-de-Calais, Seine-Inférieure |
| 20                | Nord |
| 38                | Seine |